# Antonio Riberi
Antonio Riberi (ur. 15 czerwca 1897 w Monte Carlo, Monako, zm. 16 grudnia 1967 w Rzymie) - duchowny katolicki pochodzący z Monako, dyplomata papieski, kardynał, wieloletni osobisty przyjaciel papieża Pawła VI.

## Życiorys
Ukończył seminarium w Cuneo, a także Uniwersytet Gregoriański i Papieską Akademię Kościelną. Święcenia kapłańskie otrzymał 29 czerwca 1922 w Rzymie. W latach 1925–1930 attaché nuncjatury w Boliwii, a w latach 1930–1934 doradca w nuncjaturze w Irlandii.
13 sierpnia 1934 otrzymał nominację na arcybiskupa tytularnego Dara. 4 listopada tego samego roku mianowany delegatem apostolskim dla misji afrykańskich z siedzibą w Mombasa. Sakry udzielił mu kardynał Pietro Fumasoni Biondi. W latach 1946–1959 nuncjusz w Chinach, a w latach 1959–1962 w Irlandii. Jego ostatnią placówką była Hiszpania, a ukoronowaniem pracy dyplomatycznej była kreacja kardynalska na konsystorzu z 1967 roku. Zmarł jeszcze w tym samym roku z powodu infekcji płuc, podczas rozmowy z przyjaciółmi w siedzibie Legionistów Chrystusa w Rzymie, gdzie rezydował.